# نموذج السمنة المحرضة بالحمية
نموذج السُمنة المحرضة بالحمية (بالإنجليزية: Diet-induced obesity model) (نموذج دي آي أو). نموذج حي يستخدم لدراسة السمنة باستخدام الحيوانات التي تعاني من السمنة لاتباعها حميات غذائية عالية الدهون أو عالية الكثافة الغذائية. يكمن الغرض من هذا النموذج في تقليد السبب الأكثر شيوعًا للسمنة لدى البشر. عادةً ما تُستخدم الفئران أو الجرذان أو الكلاب أو الرئيسيات غير البشرية ضمن هذه النماذج. يمكن بعد ذلك استخدام هذه الحيوانات لدراسة السمنة في الجسم الحي، والمراضة المصاحبة للسمنة، والأمراض الأخرى ذات الصلة. يجب أن يأخذ مستخدمو هذه النماذج في الاعتبار مدة ونوع النظام الغذائي (على سبيل المثال، المواد الهلامية الرطبة مقابل الحبيبات الجافة) بالإضافة إلى الظروف البيئية وعمر الحيوانات، إذ قد يطور كل منها أوزانًا مختلفة أو نسب دهون أو سلوكيات مختلفة.
مدفوعًا بوبائية البدانة في جميع أنحاء العالم، بالأخص في العالم الغربي، كان نموذج السمنة المحرضة بالحمية جزءًا لا يتجزأ من فهم العلاقة بين الحميات الغذائية عالية الدهون/عالية الكثافة الغذائية والسمنة، بما في ذلك اكتشاف إشارات الكينازات Akt وmTOR في الجسم المرتبطة بالسمنة ومقاومة الأنسولين. ومع ذلك، في حين أن العديد من الأفكار حول ضبط السمنة مستمدة من التجارب منذ تقديمها في عام 1949، فإن استخدام النماذج الحيوانية يحد من قدرتنا على استقراء النتائج على البشر.

## تاريخ
طُوِر نموذج السمنة المحرضة بالحمية استجابةً للمخاوف المتزايدة بشأن الآثار الصحية للسمنة، فضلًا عن النمو السريع لمعدل السمنة في البلدان حول العالم. وعليه، فقد طُور النموذج من أجل خلق بيئة خاضعة للرقابة لدراسة كيفية تطور السمنة وآثارها. استُخدم النموذج في وقت مبكر من عام 1949، وتوسع إلى حد بعيد في استخداماته وأهدافه.
| التاريخ     | الحدث |
| سبتمبر 1978 | أُجريت الدراسة الأولى لإيجاد علاقة بين السمنة والأطعمة الشهية الحاوية على نسبة عالية من الدهون والليبيدات، إنما دون إحراز أي نتيجة. |
| 1982        | دراسة لاختبار آثار السمنة على الجهاز العصبي الودي للفئران، وتحديدًا ضغط الدم. وجدت الدراسة أن السمنة ذات تأثير محفز، إذ تزيد من ضغط الدم وتزيد من خطر الإصابة بارتفاع ضغط الدم. |
| 1995        | دراسة أجريت بهدف دراسة التعبير عن جين ob في الأنسجة الدهنية للفئران عبر التحكم في وجباتهم الغذائية. تحققت الدراسة أيضًا من آثار الداء السكري على التعبير الجيني. |
| يونيو 2002  | دراسة خنازير غوتينغن الصغيرة «الريادية»: ورقة منشورة حول تجربة مدتها ثلاثة أشهر اختبرت نموذج غير قارض لمعرفة ما إذا كان يمكن قبول النتائج في بحث «دي آي أو» أو مقارنتها بنتائج الدراسات التي اختبرت القوارض. |
| 2007        | أدى الاستكشاف المستمر للسمنة المحرضة بالحمية إلى دراسة الفئران كتابع نموذجي محتمل. تسببت هذه الدراسة القائمة على الجينوم في حدوث السمنة في الفئران، ثم حللت بعد ذلك مصفوفات الرنا الدقيقة لتوصيف استجابة الفئران الاستقلابية وحساسية الأنسولين الحاصلة. |
| 2009        | استُخدم النموذج لطعن المعتقدات حول أسباب السمنة لدى السكان، إذ قررت مجموعة من العلماء اختبار فكرة أن السمنة ناتجة عن الإفراط في التغذية ويمكن السيطرة عليها عن طريق الحد من أحجام الوجبات. |
| 2010        | استمرارًا لاتجاه استخدام النموذج لتحديد أسباب السمنة، لاحظت مجموعة من الباحثين التغييرات عبر الحميات الغذائية للعديد من الأمريكيين وأجروا تجربة لفهم سبب زيادة السمنة عند انخفاض استهلاك الدهون. لهذا الغرض، أجروا تحقيقًا في العلاقة بين أنواع الدهون، وتوقيت الوجبات وحجمها، وزيادة الوزن بالإضافة إلى عكوسية السمنة المحرضة بالحمية.                               |
| يوليو 2011  | محفزات الحمية الغذائية المختلفة:اختُبرت الحميات المتراوحة بين الحميات عالية الشحوم، ومفرطة السعرات الحرارية، والغنية بالكوليسترول، وحمية وجبات الكافتيريا، على القوارض لمعرفة أيها كان لها الأثر الأكبر على حجم الجسم ولتحديد الاختلافات بين الاستجابات الاستقلابية لدى القوارض والبشر.                                                                              |
| 2012        | استكشفت دراسة أُجريت عام 2012 نجاعة نموذج السمنة المحرضة بالحمية الغذائية عن طريق اختبار تفاعلية العديد من الفئران مع نظام غذائي عالي السعرات الحرارية. وجدت البيانات الناتجة أن بعض الفئران (فأر B6) استجابت للسمنة المحرضة بالحمية بشكل مشابه لاستجابة الإنسان فيما يتعلق بالعديد من العوامل بما في ذلك محتوى الدهون، والحجم النسبي للأعضاء، والتكوين العام للجسم. |

## أسباب أخرى للسمنة

### المحددات الاجتماعية
قد تؤدي المحددات الاجتماعية والبيئية أيضًا إلى قدح زناد السمنة. قد تؤثر الطبقة الاجتماعية على وصول الأفراد إلى التثقيف الغذائي المناسب وقد تعيق قدرة الفرد على اتخاذ خيارات نمط حياة صحي. بالإضافة إلى ذلك، تبين أيضًا أن عينات من النساء والأطفال ذوي الدخل المنخفض لديهم معدلات أعلى من السمنة نتيجة الإجهاد. أظهر أيضًا التعرض للملوثات كالدخان والدخان غير المباشر ارتباطًا مباشرًا بالسمنة.

### بكتريا الأمعاء
تظهر الدراسات حول العلاقة بين العوامل الخمجية واكتساب الوزن أن أنواعًا معينة من فلورا الأمعاء يمكن أن تؤثر على العمليات الاستقلابية. تربط هذه العلاقة بكتيريا الأمعاء بعدم القدرة على هضم السكريات المعقدة. ثبت أن بعض الفيروسات، وخاصة الفيروس الغدي AD-36، تزيد من دهون الجسم في حيوانات المختبر.

### نمط الحياة الخامل
يعتبر العيش بأسلوب حياة خامل أحد العوامل الرئيسية المسببة للسمنة. اعتبارًا من عام 2016، أكثر من 30% من الأشخاص في العالم لا يمارسون تمارين رياضية كافية.

### السمنة الجينية
الطفرات الجينية للجينات التي تضبط الاستقلاب والشهية تجعل الناس عرضة للسمنة. تؤدي المتلازمات المختلفة -التي تسفر عن تعدد الأشكال الجينية- إلى السمنة. بعض الأمثلة الشائعة: متلازمة برادر-فيلي، ومتلازمة بارديت بيدل، ومتلازمة كوهين، ومتلازمة مومو.

### أمراض أخرى
يمكن للأمراض العقلية والجسدية المتعددة، جنبًا إلى جنب مع بعض الأدوية التي تعالج هكذا أمراض أن تزيد من خطر إصابة الشخص بالسمنة. من أمثلة الأمراض الأخرى، قصور الغدة الدرقية، ومتلازمة كوشينغ ونقص هرمون النمو.